# شهرک انصار
شهرک انصار، روستایی از توابع بخش مرکزی شهرستان اندیمشک در استان خوزستان ایران است.

## جمعیت
این روستا در دهستان حومه قرار دارد و براساس سرشماری مرکز آمار ایران در سال ۱۳۸۵، جمعیت آن ۸۸ نفر (۱۴خانوار) بوده‌است.